# Programmato per uccidere
Programmato per uccidere (Marked for Death) è un film del 1990 diretto da Dwight H. Little, con protagonista l'attore statunitense Steven Seagal.
Il film è considerato dalla critica uno dei migliori film di Seagal, che interpreta personalmente le scene di combattimento grazie alla sua profonda conoscenza dell'Aikidō.

## Trama
John Hatcher, fidato agente della DEA e famoso per essere spietato con i nemici, si accorge, dopo aver compiuto una missione andata male in Messico in cui il suo miglior amico ha perso la vita, di essere ormai divenuto disonesto e violento quanto i criminali che combatte. Deciso a prendere una pausa di riflessione, lascia temporaneamente la DEA e torna dopo anni di assenza nel quartiere di Chicago in cui è nato e cresciuto. Dopo aver riabbracciato la sorella Melissa, la madre e i due nipoti, Hatcher si incontra con un suo amico di gioventù, Max, divenuto allenatore della squadra locale di football da quando ha lasciato le armi. Hatcher e Max, assetati di giustizia, compiono personali indagini volte a smascherare l'uomo che spaccia la droga nel loro quartiere: si tratta di uno stregone Abakua giamaicano, Screwface, abilissimo nell'uso della spada e affiancato da decine di spacciatori che lo credono un semi-dio capace di ubicarsi in ogni luogo. Lo stesso Screwface, dopo aver ucciso un potenziale concorrente colombiano nel mercato degli stupefacenti, dimostra questo potere presentandosi in due luoghi contemporaneamente. Dopo accurate ricerche Hatcher e Max vengono affiancati da Charles, un agente della polizia giamaicana che da anni dà la caccia allo spacciatore e raggiungono il quartier generale di Screwface situato su una piccola isola privata in Giamaica, dove lo stregone stava andando a ritirare una partita di droga destinata alla vendita negli Stati Uniti. Dopo un combattimento a colpi di spada, Hatcher decapita Screwface e, tornato insieme agli amici a Chicago, ne mostra la testa ai seguaci, a prova che il loro maestro è deceduto. In quel momento però Screwface si scopre essere ancora vivo, e dopo aver ucciso Charlie rivela a Hatcher che l'identità dello stregone è in realtà sorretta da due abilissimi gemelli. Al termine del combattimento finale, Screwface viene fatto precipitare nel condotto di un ascensore dove rimane impalato. Mentre Hatcher trasporta il cadavere di Charlie e Max lo segue, comprende di aver trovato la propria via, quella della giustizia, e di aver reso un grande favore rendendo il suo quartiere meno pericoloso e privo dalle insidie della droga.

## Produzione
Le riprese del film sono state effettuate dal 20 febbraio al maggio 1990. Sono state effettuate a Carpinteria, in California e nell'Illinois a Chicago. Steven Seagal è il produttore della pellicola.

## Distribuzione
Il film è uscito negli Stati Uniti il 5 ottobre 1990.

## Accoglienza

### Critica
Il film, insieme a Nico e Trappola in alto mare, è considerato uno dei migliori film interpretati da Steven Seagal. Tuttavia la critica dell'epoca lo accolse tiepidamente. Sul sito Rotten Tomatoes registra il 22% delle recensioni professionali positive. Su IMDb ha una valutazione positiva di 5,9/10.

### Incassi
Il film ha avuto un budget di 12.000.000 di dollari. Fu un vero e proprio successo in termini di incassi, arrivando ad incassare più di 43 milioni di dollari negli Stati Uniti e 58 milioni in tutto il mondo.

## Colonna sonora
La colonna sonora del film è uscita il 27 settembre 1990 per la Delicious Vinyl. La canzone dei titoli di coda, John Crow, è cantata da Jimmy Cliff, che compie un cameo nella stessa pellicola.